# Michel Montignac
Michel Montignac (* 1944 in Angoulême; † 22. August 2010 in Annemasse) war ein französischer Autor von Büchern über Ernährungsfragen und Begründer der Montignac-Methode, einer Ernährungsempfehlung für Übergewichtige.

## Die Entstehung der Montignac-Methode
Michel Montignac war – wie sein Vater auch – ein übergewichtiges Kind. Nach dem Studium der Politikwissenschaften begann sein beruflicher Werdegang 1968 im Personalbüro eines international tätigen Pharmaunternehmens, dessen Europa-Direktor er schließlich wurde. 1986 gründete er den Artulen-Verlag, in dem er seine Bücher publizierte.
Die genauere Beschreibung seiner Ernährungsempfehlungen ist in dem Artikel Montignac-Methode aufgeführt.
Zu Beginn der 1980er Jahre entschloss er sich dazu, Ernährungsforschung zu betreiben, um sein Übergewichtsproblem mit Hilfe von wissenschaftlichen Ergebnissen zu lösen. Besonderen Wert legte er dabei auf Forschungen zu Stoffwechselkrankheiten, Ernährung allgemein und solche, welche die Zuckerkrankheit behandeln. Er war sehr überrascht über die von Crapo (ein Zuckerkrankheitsforscher der Stanford-Universität in Kalifornien) publizierten Studien aus den Jahren 1976, 1977 und 1981, die zeigten, dass Kohlenhydrate nicht austauschbar waren. Sie gaben Hinweise darauf, dass bei identischer Kohlenhydratmenge die Erhöhung des Blutzuckergehalts nach dem Essen je nach Art des Kohlenhydrats unterschiedlich bzw. sehr unterschiedlich war, unabhängig davon, ob es sich um ein einfaches oder komplexes Kohlenhydrat handelte. Crapo schlug daher vor, dass eine hauptsächlich aus Kohlenhydraten zusammengesetzte Diät, die einen schwachen Blutzucker induzieren würde, einen therapeutischen Wert bei der Kontrolle des Blutzuckers eines Diabetikers haben könnte.
Nachdem Michel Montignac seine Hypothese an sich selbst getestet hatte, validierte er seine neuen Ernährungsprinzipien an 150 Leuten. Er behauptete, dass alle an Gewicht verloren haben.
Michel Montignac, der übergewichtig, aber kein Diabetiker war, kam auf die Idee, diese Diät an sich selbst zu testen, nachdem er festgestellt hatte, dass 85 % der Diabetiker übergewichtig sind. Er verlor auf diese Weise ohne Reduktion der Zufuhr von Nahrungsenergie mehr als 15 kg binnen dreier Monate. Die Resultate ermunterten ihn, seine Forschungen in diese Richtung weiterzuentwickeln.
Er entdeckte auch, dass Jenkins, ein kanadischer Forscher, gemeinsam mit Crapos Arbeit, den Blutzuckerwert jedes Kohlenhydrates gegenüber einem relativen Standardwert auf eine Skala zu bringen versuchte, auf welcher der Wert 100 für Glukose zugeordnet war. Auf diese Weise wurde jedem Kohlenhydrat ein eigener Glykämischer Index (GI) zugewiesen.
Zu Beginn der 1980er Jahre entwarf Michel Montignac die ersten Schritte seiner Abmagerungsmethode: er sei der Erste, der das Konzept des GI beim Abnehmen einsetzen würde. Er werde auf diese Art nachweisen können, dass es möglich sei, hauptsächlich durch die Auswahl der Kohlenhydrate beim Essen abzunehmen, anders als bei energiereduzierten Diäten, die Einschränkung zur Grundlage haben.
Während der letzten zehn Jahre haben mehr als 300 wissenschaftliche Studien die Bedeutung des GI im Kampf gegen Stoffwechselkrankheiten, insbesondere der Fettleibigkeit, bestätigt. Das Konzept des GI ist zu einem Modethema auf dem Feld des Abspeckens geworden, was zu weiteren Publikationen von Büchern und Artikeln über dieses Thema durch andere Autoren führte.
Michel Montignac starb am 22. August 2010 im Alter von 66 Jahren an Prostatakrebs.

## Die Verbreitung der Methode
- 1986 schrieb Michel Montignac sein erstes Buch: « Comment maigrir en faisant des repas d’affaires »,[3] das sich besonders an Geschäftsleute richtet, die oft im Restaurant essen. Das im Eigenverlag publizierte Buch wurde zu einem Bestseller (Auflage: 550.000); deutsche Taschenbuchausgabe bei dtv (1995): Essen gehen und dabei abnehmen.
- Ende 1987 publizierte er mit « Je mange donc je maigris » die Großpublikumsausgabe seiner Methode. Verkauft wurde dieses Buch in mehr als 40 Ländern 18 Millionen Mal, davon mehr als sechs Millionen Mal in Frankreich.
- Michel Montignac publizierte etwa 15 Bücher über seine Methode, aber auch über die Gesundheit im Allgemeinen und in Beziehung zu bestimmten Lebensmitteln (Wein, Olivenöl, Schokolade usw.)
- Die Publikationen von Michel Montignac wurden in 45 Ländern publiziert und in 26 Sprachen übersetzt.[4]
- Auf dem Erfolg seiner Bücher basierend verkaufte Montignac auch eine Reihe von Ernährungsprodukten, die den Prinzipien seiner Methode entsprechen.

## Bibliografie
- Position of the American Dietetic Association: weight management. In: J. Am. Diet. Assoc. Band 97, Nr. 1, 1997, S. 71–74.
- M. Montignac: Je mange donc je maigris! Ed. Flammarion, Paris 1997, S. 242.
- F. R. Bornet, M. S. Billaux, B. Messing: Glycaemic index concept and metabolic diseases. In: Int. J. Biol. Macromol. Band 21, Nr. 1-2, 1997, S. 207–219.
- T. M. S. Wolever: The glycemic index: flogging a dead horse. In: Diabetes Care. Band 20, Nr. 3, 1997, S. 452–456.
- A. S. Truswell: Glycaemic index of foods. In: Eur. J. Clin. Nutr. Band 46, 1992, S. S91–S101.
- M. Montignac: Montignac de A à Z : le dictionnaire de la méthode.  Belfond, Paris 1994, S. 224.
- A. Golay, A. F. Allaz, Y. Morel, N. de Tonnac, S. Tankova, G. Reaven: Similar weight loss on low- or high-carbohydrate diets. In: Am. J. Clin. Nutr. Band 63, 1996, S. 174–178.
- M. Shah, A. Garg: High-fat and high-carbohydrate diets and energy balance. In: Diabetes Care. Band 19, Nr. 10, 1996, S. 1142–1152.
- J. Stamler, T. A. Dolecek: Relation of food and nutrient intakes to body mass in the special intervention and usual care groups in the Multiple Risk Factor Intervention Trial. In: Am. J. Clin. Nutr. Band 65, 1997, S. 366S-373S.
- A. R. Skov, S. Tourbo, A. Astrup: The effect of a low-fat, high-protein vs. a low-fat, high-carbohydrate diet on cardiovascular risk factors in obese subjects. In: Int. J. Obesity. Band 20, Nr. 4, 1996, S. 47S,.
- W. C. Miller: Dietary fat, sugar, and fiber predict body fat content. In: J. Am. Diet. Assoc. Band 94, Nr. 6, 1994, S. 612–615.
- L. H. Nelson, L. A. Tucker: Diet composition related to body fat in a multivariate study of 203 men. In: J. Am. Diet. Assoc. Band 96, 1996, S. 771–777.
- W. C. Miller: Diet composition, energy intake, and nutritional status in relation to obesity in men and women. In: Med. Sci. Sports Exerc. Band 23, Nr. 3, 1991, S. 280–284.
- C. J. Zelasko: Exercise for weight loss: What are the facts? In: J. Am. Diet. Assoc. Band 95, Nr. 12, 1995, S. 1414–1417.
- J. O. Hill, H. Drougas, J. C. Peters: Obesity Treatment: Can Diet Composition Play a Role? In: Ann. Intern. Med. Band 119, Nr. 7, 1995, S. 694–697.
- S. B. Racette, D. A. Schoeller, R. F. Kushner, K. M. Neil, K. Herling-Iaffaldano: Effects of aerobic exercise and dietary carbohydrate on energy expenditure and body composition during weight reduction in obese women. In: Am. J. Clin. Nutr. Band 61, 1995, S. 486–494.
- A. Tremblay, N. Alméras, J. Boer, E. K. Kranenbarg, J. P. Després: Diet composition and postexercise energy balance. In: Am. J. Clin. Nutr. Band 59, 1994, S. 975–979.
- A. Aarsland, D. Chinkes, R. R. Wolfe: Contributions of de novo synthesis of fatty acids to total VLDL-triglyceride secretion during prolonged hyperglycaemia/hyperinsulinemia in normal man. In: J. Clin. Invest. Band 98, Nr. 9, 1996, S. 2008–2017.
- T. M. S. Wolever: Small intestinal effects of starchy foods. In: Can J Physiol Pharmacol. Band 69, 1991, S. 93–99.
- D. L. Trout, K. M. Behall, O. Osilesi: Prediction of glycemic index for starchy foods. In: Am. J. Clin. Nutr. Band 58, 1993, S. 873–878.
- K. D. Ward, D. Sparrow, P. S. Vokonas, W. C. Willett, L. Landsberg, S. T. Weiss: The relation of abdominal obesity, hyperinsulinemia and saturated fat intake to serum lipid levels: the Normative Aging Study. In: Int. J. Obesity. Band 18, Nr. 3, 1994, S. 137–144.
- M. L. Wheeler, L. Delahanty, J. Wylie-Rosett: Diet and exercise in noninsulin-dependent diabetes mellitus: implications for dieticians from the NIH Consensus Development Conference. In: J. Am. Diet. Assoc. Band 87, Nr. 4, 1987, S. 480–485.
- American Diabetes Association: Nutrition recommendations and principles for people with diabetes mellitus. In: Diabetes Care. Band 20, Nr. 1, 1997, S. S14–S17.
- T. M. S. Wolever, C. Bolognesi: Prediction of glucose and insulin responses of normal subjects after consuming mixed meals varying in energy, protein, fat, carbohydrate and glycemic index. In: J. Nutr. Band 126, Nr. 11, 1996, S. 2807–2812.
- R. J. Stubbs, M. C. W. Van-Wyk, A. M. Johnstone, C. G. Harbron: Breakfasts high in protein, fat or carbohydrate: effect on within-day appetite and energy balance. In: Eur. J. Clin. Nutr. Band 50, Nr. 7, 1996, S. 409–417.
- A. M. Johnstone, R. J. Stubbs, C. G. Harbron: Effect of overfeeding macronutrients on day-to-day food intake in man. In: Eur. J. Clin. Nutr. Band 50, Nr. 7, 1996, S. 418–430.
- J. M. Whitehead, G. Mc Neill, J. S. Smith: The effect of protein intake on 24-h energy expenditure during energy restriction. In: Int. J. Obesity. Band 20, Nr. 8, 1996, S. 727–732.
- R. S. Surwit, M. N. Feinglos, C. C. McCaskill, S. L. Clay, M. A. Babyak, B. S. Brownlow, C. S. Plaisted, P. H. Lin: Metabolic and behavioral effects of a high-sucrose diet during weight loss. In: Am. J. Clin. Nutr. Band 65, 1997, S. 908–915.
- C. M. Peterson, L. Jovanovic-Peterson: Randomized crossover study of 40 % vs. 55 % carbohydrate weight loss strategies in women with previous gestationnal diabetes mellitus and non-diabetic women of 130–200 % ideal body weight. In: J. Am. Coll. Nutr. Band 14, Nr. 4, 1995, S. 369–375.
- J. Polivy: Psychological consequences of food restriction. In: J. Am. Diet. Assoc. Band 96, Nr. 6, 1996, S. 589–592.